# Titanus (Comic)
Titanus war eine deutschsprachige Comicserie, die von Helmut Nickel und Hansrudi Wäscher gezeichnet wurde. Die in den Jahren 1954 und 1955 erschienene Reihe war die erste Science-Fiction-Comicreihe, die in der Bundesrepublik Deutschland produziert wurde.

## Zeichner und Handlung
Gezeichnet wurde die Reihe, die auf einem Roman von Claus Eigk basierte, von Helmut Nickel, der nach Heft Nummer 3 von Hansrudi Wäscher abgelöst wurde, unter dem Pseudonym H. Humbert. Mit dem Zeichnerwechsel war auch ein Sprung in der Handlung verbunden. War zu Anfang die fiktive, am Südpol gelegene Stadt Niflheim, die von fremden Mächten bedroht wurde, Ort des Geschehens, so fiel Niflheim unter Wäscher einer Atombombenexplosion zum Opfer. Wäschers Handlungsmittelpunkt war der Weltraumpilot Terry Star, der sich auf einer US-amerikanischen Weltraumbasis gegen die Intrigen eines Widersachers wehren muss.
Die Hefte Nummer 4 und Nummer 5 enthielten neben der titelgebenden Geschichte ein von Wäscher gezeichnetes Western-Abenteuer mit dem Titel Lederstrumpf.

## Veröffentlichung
Titanus erschien in den Jahren 1954 und 1955 im zum Gerstmayer Verlag gehörenden Titanus Verlag. Die Reihe wurde als 3-D-Reihe angelegt; so erschien das Heft Nummer 1 mit zugehöriger Brille und im Zweifarbdruck und dem Untertitel Die plastische Bilderzeitung. Nachdem das Heft nicht den vom Verlag erhofften Anklang gefunden hatte, wurde die Nummer 2, die ebenso wie die Nummer 3 schon als 3-D-Version konzipiert war, mit einer mehrmonatigen Verzögerung als Vierfarbdruck mit dem Untertitel Die utopische Bilderzeitung veröffentlicht. Mit dem Wechsel von Nickel zu Wäscher erschienen die Hefte mit den Nummern 4 und 5 als Schwarzweiß-Druck. Nach dem Erscheinen von Heft Nummer 5 wurde die Reihe eingestellt.
Die Reihe Titanus wurde 1978 vom Comic Buch Club und 1994 vom Norbert Hethke Verlag nachgedruckt. Der Nachdruck vom Comic Buch Club erfolgte in Schwarzweiß. Einen um ein sechstes Exemplar ergänzter neubearbeiteter Nachdruck im Piccolo-Format erschien im Jahr 1989 beim Wiener Verlag Hutterer & Förster.